# 프란체스코 라나 데 테르치

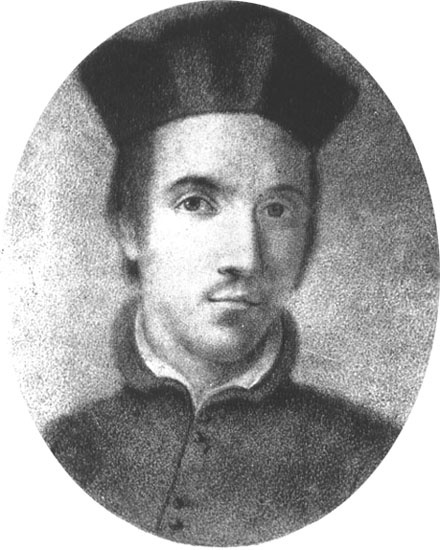
프란체스코 라나 데 테르치

프란체스코 라나 데 테르치(이탈리아어: Francesco Lana de Terzi, 1631년 - 1687년)는 이탈리아 롬바르디아의 예수회 성직자이자 수학자·박물학자로, 항공공학의 선구자 중 한 명이다. 고향이기도 한 브레시아에서 물리학·수학 교수직에 있었으며, 최초로 진공 비행선의 개념을 그린 도면을 구상하기도 하여, 수식으로써 증빙되는 항공 이론의 개념을 제안했다. 또한 훗날 점자의 전신이 되는 구상을 제안하기도 했다.